# Freze Nikrob EV

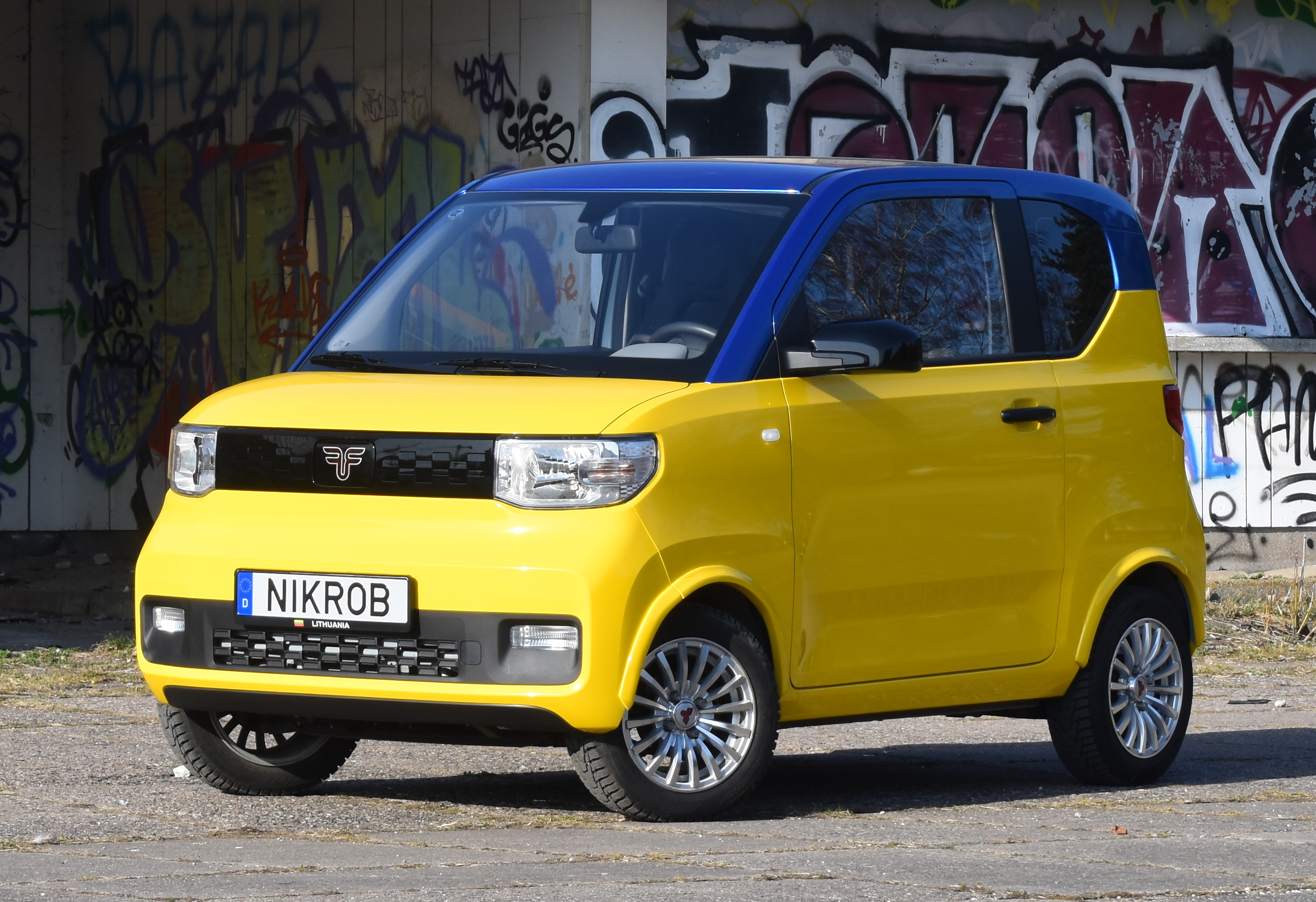
Freze Nikrob EV

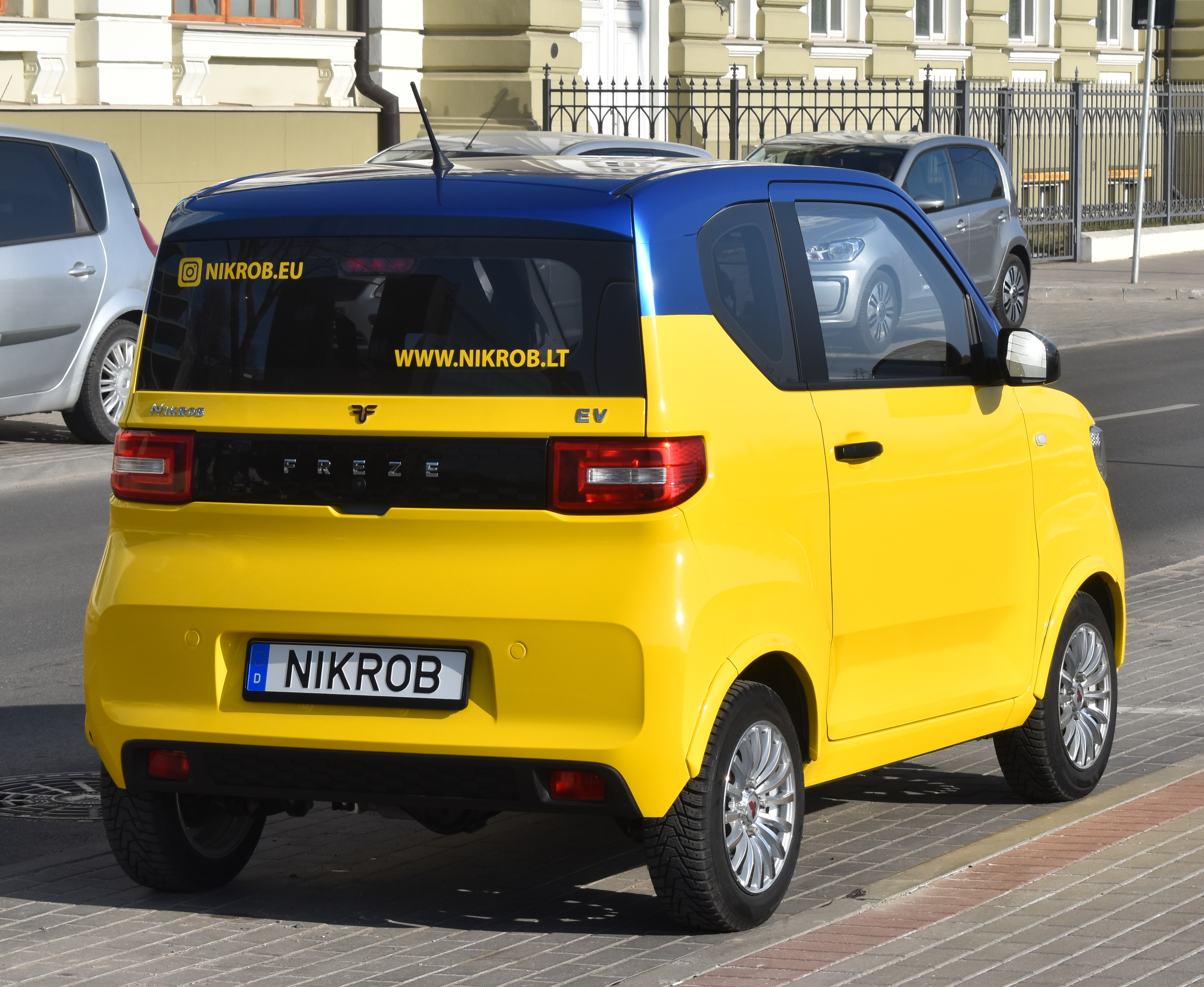
Heckansicht

Der Freze Nikrob EV ist ein europäisches Mini-Elektroauto, das auf dem chinesischen Wuling Hongguang Mini EV basiert. Für die europäische Version werden ESP und ein Beifahrerairbag sowie bessere Bereifung nachgerüstet. Ebenfalls stehen weitere Ausstattungsoptionen zur Verfügung. Im Februar 2022 wurde es in Deutschland zur Liste der förderfähigen Autos im Rahmen des Umweltbonus hinzugefügt.
Im Jahr 2021 kündigte das in Litauen ansässige Unternehmen Nikrob an, den Hongguang Mini EV als FreZe Nikrob EV zu verkaufen, mit einem Startpreis in bestimmten europäischen Ländern von 9.999 Euro und montiert in der EU von dem litauischen Unternehmen Nikrob.
Das Auto hat eine Reichweite von etwa 190 km, die Höchstgeschwindigkeit liegt bei 105 km/h. Die Kapazität des Akkus liegt bei 13,8 kWh und der Verbrauch bei etwa 8 kWh auf 100 km. Das Leergewicht entspricht etwa dem eines VW Polo I oder Renault 4. Der Kleinwagen galt Stand April 2021 mit einem Preis von 10.000 Euro vor Subventionen als das günstigste Elektroauto in Europa. Das Auto ist ein Viersitzer.
Ab August 2022 sollte es auch die verbesserte Version von Nikrob mit einer Reichweite von 300 km geben.